# Grito de Almacave

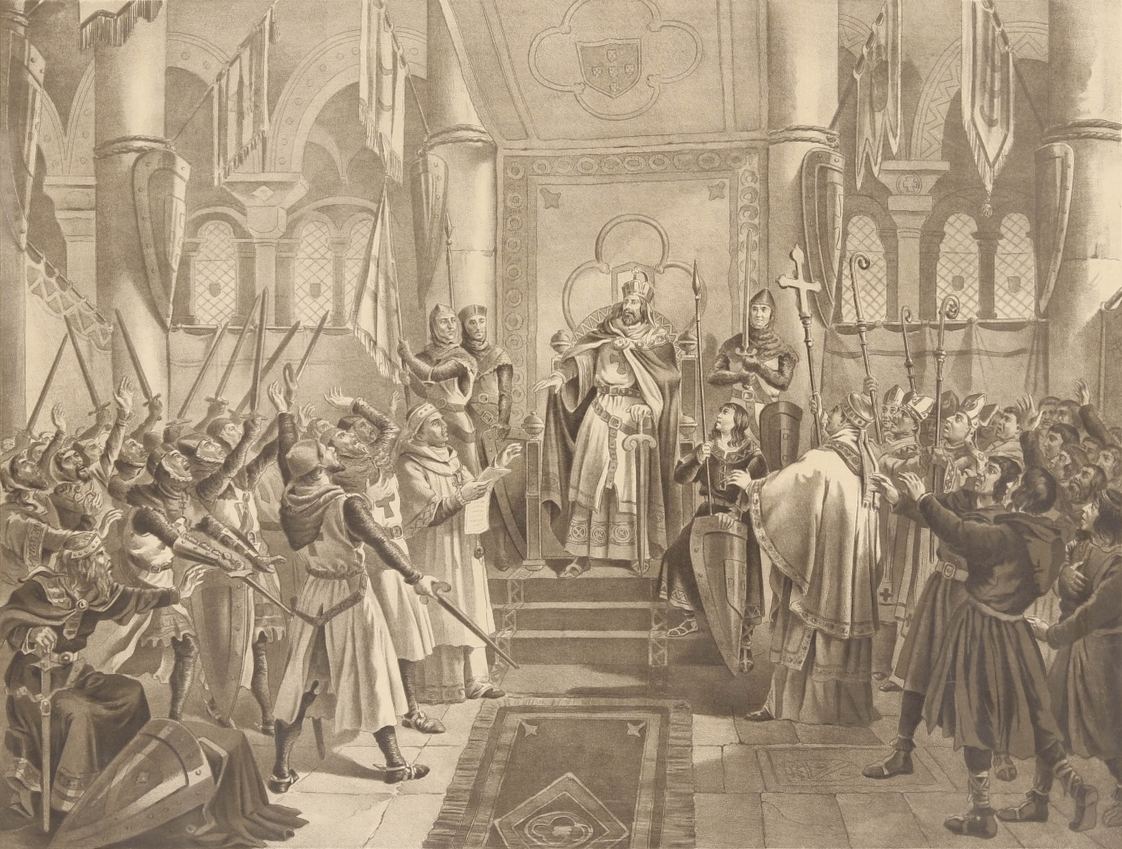
Representação do Grito de Almacave, em litografia do século XIX.

O Grito de Almacave teria sido pronunciado pelos povos representados nas lendárias Cortes de Lamego, simbolicamente identificado com a fundação de Portugal. Clamado desde a Revolução de 1640 como "o grito da liberdade portuguesa", foi adoptado como lema pelo Integralismo Lusitano.
António Sardinha, líder desse movimento patriótico, agarrou nele e fez-lhe uns versos de alento, aos seus membros, chamando-lhes aí "Cavaleiros de Almocave".

## O grito
O grito é, em latim:
Nos liberi sumus, Rex noster liber est, manus nostrae nos liberverunt
O que, em português, significa:
Nós somos livres, o nosso Rei é livre, e as nossas mãos nos libertaram